# Adaré (Dogo-Dogo)
Adaré ist ein Dorf in der Landgemeinde Dogo-Dogo in Niger.

## Geographie
Das von einem traditionellen Ortsvorsteher (chef traditionnel) geleitete Dorf liegt an der Staatsgrenze zu Nigeria. Es befindet sich rund 14 Kilometer südöstlich des Hauptorts Dogo-Dogo der gleichnamigen Landgemeinde, die zum Departement Dungass in der Region Zinder gehört. Zu den Siedlungen in der näheren Umgebung von Adaré zählen im Norden Toumbi und im Süden jenseits der Staatsgrenze Maigatari.
Es herrscht das Klima der Sahelzone vor, mit einer durchschnittlichen jährlichen Niederschlagsmenge zwischen 300 und 400 mm.

## Bevölkerung
Bei der Volkszählung 2012 hatte Adaré 1766 Einwohner, die in 276 Haushalten lebten. Bei der Volkszählung 2001 betrug die Einwohnerzahl 855 in 148 Haushalten und bei der Volkszählung 1988 belief sich die Einwohnerzahl auf 791 in 163 Haushalten.
Die Bevölkerungsdichte in diesem Gebiet ist mit über 100 Einwohnern je Quadratkilometer hoch.

## Wirtschaft und Infrastruktur
Das Gebiet der Ebenen im Süden der Region Zinder, in dem die Siedlung liegt, ist von einer anhaltenden Degradation der ackerbaulichen Flächen gekennzeichnet, die mit der hohen Bevölkerungsdichte in Zusammenhang steht. Das Trinkwasser in Adaré ist von schlechter Qualität und weist einen unangenehmen Geschmack auf. Es gibt eine Schule im Dorf. Die 78,1 Kilometer lange Nationalstraße 13 zwischen Tinkim und der Staatsgrenze verläuft durch Adaré. Es handelt sich um eine moderne Erdstraße.